# Thracophilus crassipes
Thracophilus crassipes är en mångfotingart som först beskrevs av Karl Wilhelm Verhoeff 1943.  Thracophilus crassipes ingår i släktet Thracophilus och familjen trädgårdsjordkrypare. Inga underarter finns listade i Catalogue of Life.